# U.S. Clay Court Championships 1980
U.S. Clay Court Championships 1980 чоловічий і жіночий тенісний турнір, що проходив на відкритих кортах з ґрунтовим покриттям Indianapolis Sports Center в Індіанаполісі (США). Чоловічі змагання належали до серії Grand Prix, жіночі - Colgate Series. Відбувсь удванадцяте і тривав з 4 серпня до 10 серпня 1980 року. Восьмий сіяний Хосе Луїс Клерк і перша сіяна Кріс Еверт-Ллойд здобули титул в одиночному розряді.

## Фінальна частина

### Одиночний розряд, чоловіки
Хосе Луїс Клерк —  Мел Перселл 7–5, 6–3
- Для Клерка це був 3-й титул в одиночному розряді за сезон і 7-й - за кар'єру.

### Одиночний розряд, жінки
Кріс Еверт-Ллойд —  Андреа Джегер 6–4, 6–3
- Для Еверт-Ллойд це був 4-й титул в одиночному розряді за сезон і 97-й — за кар'єру.

### Парний розряд, чоловіки
Кевін Каррен /  Стів Дентон —  Войцех Фібак /  Іван Лендл 3–6, 7–6, 6–4
- Для Каррена це був 2-й титул за сезон і за кар'єру. Для Дентона це був 2-й титул за сезон і за кар'єру.

### Парний розряд, жінки
Енн Сміт /  Пола Сміт —  Вірджинія Рузічі /  Рената Томанова 4–6, 6–3, 6–4
- Для Енн Сміт це був 6-й титул за сезон і 12-й — за кар'єру. Для Поли Сміт це був 1-й титул за рік і за кар'єру.